# Raphaëlle Monod
Raphaëlle Monod, coniugata Sjoström  (Annecy, 18 gennaio 1969), è un'ex sciatrice freestyle francese.

## Carriera
Ha gareggiato nel freestyle per tutti gli anni Ottanta, partecipando all'Olimpiade dimostrativa di Calgary e competendo ufficialmente in quelle successive di Albertville 1992 e di Lillehammer 1994. Ha vinto due medaglie ai mondiali, e 22 vittorie in coppa del mondo che l'hanno portata alla vincita di 3 Coppe del Mondo.

In seguito al suo ritiro nel 1995, ha partecipato al Campionato mondiale di sci estremo, tenutosi in Alaska, classificandosi seconda.

## Palmarès
| Anno | Manifestazione            | Sede        | Evento | Risultato | Prestazione | Note  |
| ---- | ------------------------- | ----------- | ------ | --------- | ----------- | ----- |
| 1988 | Giochi olimpici invernali | Calgary     | Gobbe  | Argento   | 34.91       | [ 1 ] |
| 1989 | Mondiali                  | Oberjoch    | Gobbe  | Oro       | -           |       |
| 1992 | Giochi olimpici invernali | Albertville | Gobbe  | 8ª        | 15.57       |       |
| 1994 | Giochi olimpici invernali | Lillehammer | Gobbe  | 4ª        | 25.17       |       |
| 1995 | Mondiali                  | La Clusaz   | Gobbe  | Argento   | 24.89       |       |

## Coppe e meeting internazionali
1986-87
- Oro nella Coppa del Mondo di gobbe con 77 pt.

1988-89
- Oro nella Coppa del Mondo di gobbe con 77 pt.

1989-90
- Bronzo nella Coppa del Mondo di gobbe con 57 pt.

1991-92
- Bronzo nella Coppa del Mondo di gobbe con 83 pt.

1993-94
- Bronzo nella Coppa del Mondo di gobbe complessiva con 704 pt.

1994-95
- Oro nella Coppa del Mondo di gobbe complessiva con 672 pt.